# A.C. Milan w sezonie 1941/1942

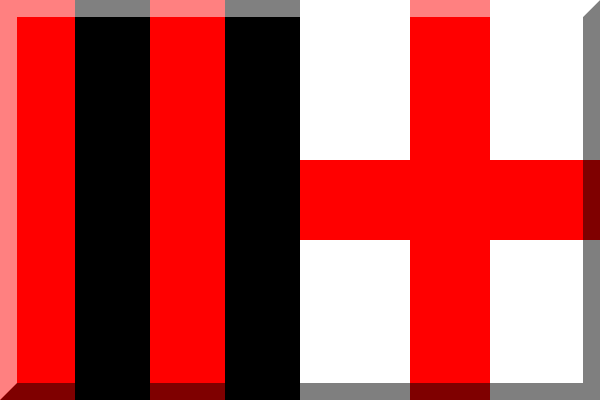
Klubowe barwy Milanu

Osiągnięcia piłkarskiego zespołu A.C. Milan w sezonie 1941/1942.

## Osiągnięcia
- Serie A: 4. miejsce
- Puchar Włoch: porażka w finale

## Podstawowe dane
- Oficjalna nazwa klubu: Associazione Calcio Milano
- Siedziba klubu: Via del Lauro 4
- Boisko: Arena Civica; San Siro
- Prezes klubu: Komisarz Nadzwyczajny (Umberto Trabattoni)
- Trener zespołu:  Mario Magnozzi II
- Kapitan drużyny:  Giuseppe Meazza